# FA Cup 2015-2016
La FA Cup 2015-2016 è stata la 135ª edizione della FA Cup, la più importante coppa nel calcio inglese e la competizione ad eliminazione diretta più antica del mondo. È sponsorizzata da Emirates.
La finale si è disputata allo Stadio di Wembley il 21 maggio 2016.
A vincere il trofeo è stato il Manchester United, che ha sconfitto in finale il Crystal Palace per 2-1 e ha conquistato la 12ª FA Cup della sua storia, la prima dal 2004.

## Calendario
| Turno                           | Data                | Partite | Squadre   | Squadre entrate | Campionati entranti                           |
| ------------------------------- | ------------------- | ------- | --------- | --------------- | --------------------------------------------- |
| Turno extra preliminare         | 15 agosto 2015      | 184     | 736 → 552 | 368             | I semiprò dei due campionati di contea        |
| Turno preliminare               | 29 agosto 2015      | 160     | 552 → 392 | 136             | •N&S&I Divisions One                          |
| Primo turno di qualificazione   | 12 settembre 2015   | 116     | 392 → 276 | 72              | •N&S&I Premier Division                       |
| Secondo turno di qualificazione | 26 settembre 2015   | 80      | 276 → 196 | 44              | •National North & South                       |
| Terzo turno di qualificazione   | 10 ottobre 2015     | 40      | 196 → 156 |                 |                                               |
| Quarto turno di qualificazione  | 24 ottobre 2015     | 32      | 156 → 124 | 24              | •National League                              |
| Primo turno                     | 7 novembre 2015     | 40      | 124 → 84  | 48              | •Football League 1 •Football League 2         |
| Secondo turno                   | 5 dicembre 2015     | 20      | 84 → 64   |                 |                                               |
| Terzo turno                     | 9 gennaio 2016      | 32      | 64 → 32   | 44              | •Premier League •Football League Championship |
| Quarto turno                    | 30 gennaio 2016     | 16      | 32 → 16   |                 |                                               |
| Quinto turno                    | 20 febbraio 2016    | 8       | 16 → 8    |                 |                                               |
| Quarti di finale                | 12 marzo 2016       | 4       | 8 → 4     |                 |                                               |
| Semifinali                      | 23 e 24 aprile 2016 | 2       | 4 → 2     |                 |                                               |
| Finale                          | 21 maggio 2016      | 1       | 2 → 1     |                 |                                               |

## Fase finale

### Terzo turno
| Squadra 1         | Risultato | Squadra 2       |
| ----------------- | --------- | --------------- |
| 8 gennaio 2016    |           |                 |
| Exeter City       | 2 - 2     | Liverpool       |
| 9 gennaio 2016    |           |                 |
| Arsenal           | 3 - 1     | Sunderland      |
| Birmingham City   | 1 - 2     | Bournemouth     |
| Brentford         | 0 - 1     | Walsall         |
| Bury              | 0 - 0     | Bradford City   |
| Colchester Utd    | 2 - 1     | Charlton        |
| Doncaster         | 1 - 2     | Stoke City      |
| Eastleigh         | 1 - 1     | Bolton          |
| Everton           | 2 - 0     | Dag & Red       |
| Hartlepool Utd    | 1 - 2     | Derby County    |
| Huddersfield Town | 2 - 2     | Reading         |
| Hull City         | 1 - 0     | Brighton        |
| Ipswich Town      | 2 - 2     | Portsmouth      |
| Leeds Utd         | 2 - 0     | Rotherham Utd   |
| Manchester Utd    | 1 - 0     | Sheffield Utd   |
| Middlesbrough     | 1 - 2     | Burnley         |
| Newport County    | rinviata  | Blackburn       |
| Northampton Town  | 2 - 2     | MK Dons         |
| Norwich City      | 0 - 3     | Manchester City |
| Nottingham Forest | 1 - 0     | QPR             |
| Peterborough Utd  | 2 - 0     | Preston N.E.    |
| Sheffield Weds    | 2 - 1     | Fulham          |
| Southampton       | 1 - 2     | Crystal Palace  |
| Watford           | 1 - 0     | Newcastle Utd   |
| West Bromwich     | 2 - 2     | Bristol City    |
| West Ham Utd      | 1 - 0     | Wolverhampton   |
| Wycombe           | 1 - 1     | Aston Villa     |
| 10 gennaio 2016   |           |                 |
| Cardiff City      | 0 - 1     | Shrewsbury Town |
| Carlisle Utd      | 2 - 2     | Yeovil Town     |
| Chelsea           | 2 - 0     | Scunthorpe Utd  |
| Oxford Utd        | 3 - 2     | Swansea City    |
| Tottenham         | 2 - 2     | Leicester City  |
| 18 gennaio 2016   |           |                 |
| Newport County    | 1 - 2     | Blackburn       |

#### Replay
| Squadra 1       | Risultato         | Squadra 2         |
| --------------- | ----------------- | ----------------- |
| 19 gennaio 2016 |                   |                   |
| Aston Villa     | 2 - 0             | Wycombe           |
| Bolton          | 3 - 2             | Eastleigh         |
| Bradford City   | 0 - 0 (2 - 4 dtr) | Bury              |
| Bristol City    | 0 - 1             | West Bromwich     |
| MK Dons         | 3 - 0             | Northampton Town  |
| Portsmouth      | 2 - 1             | Ipswich Town      |
| Reading         | 5 - 2             | Huddersfield Town |
| Yeovil Town     | 1 - 1 (4 - 5 dtr) | Carlisle Utd      |
| 20 gennaio 2016 |                   |                   |
| Leicester City  | 0 - 2             | Tottenham         |
| Liverpool       | 3 - 0             | Exeter City       |

### Quarto turno
| Squadra 1         | Risultato | Squadra 2        |
| ----------------- | --------- | ---------------- |
| 29 gennaio 2016   |           |                  |
| Derby County      | 1 - 3     | Manchester Utd   |
| 30 gennaio 2016   |           |                  |
| Arsenal           | 2 - 1     | Burnley          |
| Aston Villa       | 0 - 4     | Manchester City  |
| Bolton            | 1 - 2     | Leeds Utd        |
| Bury              | 1 - 3     | Hull City        |
| Colchester Utd    | 1 - 4     | Tottenham        |
| Crystal Palace    | 1 - 0     | Stoke City       |
| Liverpool         | 0 - 0     | West Ham Utd     |
| Nottingham Forest | 0 - 1     | Watford          |
| Oxford Utd        | 0 - 3     | Blackburn        |
| Portsmouth        | 1 - 2     | Bournemouth      |
| Reading           | 4 - 0     | Walsall          |
| Shrewsbury Town   | 3 - 2     | Sheffield Weds   |
| West Bromwich     | 2 - 2     | Peterborough Utd |
| 31 gennaio 2016   |           |                  |
| Carlisle Utd      | 0 - 3     | Everton          |
| MK Dons           | 1 - 5     | Chelsea          |

#### Replay
| Squadra 1        | Risultato         | Squadra 2     |
| ---------------- | ----------------- | ------------- |
| 9 febbraio 2016  |                   |               |
| West Ham Utd     | 2 - 1 (dts)       | Liverpool     |
| 10 febbraio 2016 |                   |               |
| Peterborough Utd | 1 - 1 (3 - 4 dtr) | West Bromwich |

### Quinto turno
| Squadra 1        | Risultato | Squadra 2       |
| ---------------- | --------- | --------------- |
| 20 febbraio 2016 |           |                 |
| Arsenal          | 0 - 0     | Hull City       |
| Bournemouth      | 0 - 2     | Everton         |
| Reading          | 3 - 1     | West Bromwich   |
| Watford          | 1 - 0     | Leeds Utd       |
| 21 febbraio 2016 |           |                 |
| Blackburn        | 1 - 5     | West Ham Utd    |
| Chelsea          | 5 - 1     | Manchester City |
| Tottenham        | 0 - 1     | Crystal Palace  |
| 22 febbraio 2016 |           |                 |
| Shrewsbury Town  | 0 - 3     | Manchester Utd  |

#### Replay
| Squadra 1    | Risultato | Squadra 2 |
| ------------ | --------- | --------- |
| 8 marzo 2016 |           |           |
| Hull City    | 0 - 4     | Arsenal   |

### Quarti di finale
| Squadra 1      | Risultato | Squadra 2      |
| -------------- | --------- | -------------- |
| 11 marzo 2016  |           |                |
| Reading        | 0 - 2     | Crystal Palace |
| 12 marzo 2016  |           |                |
| Everton        | 2 - 0     | Chelsea        |
| 13 marzo 2016  |           |                |
| Arsenal        | 1 - 2     | Watford        |
| Manchester Utd | 1 - 1     | West Ham Utd   |

#### Replay
| Squadra 1      | Risultato | Squadra 2      |
| -------------- | --------- | -------------- |
| 13 aprile 2016 |           |                |
| West Ham Utd   | 1 - 2     | Manchester Utd |

### Semifinali
| Squadra 1      | Risultato | Squadra 2      |
| -------------- | --------- | -------------- |
| 23 aprile 2016 |           |                |
| Everton        | 1 - 2     | Manchester Utd |
| 24 aprile 2016 |           |                |
| Crystal Palace | 2 - 1     | Watford        |

### Finale
| Arbitro: | Clattenburg |

|              |           |                       |
| Puncheon 78’ | Marcatori | 81’ Mata 110’ Lingard |

## Classifica marcatori
| Gol |  |  | Giocatore         | Squadra          |
| --- |  |  | ----------------- | ---------------- |
| 6   |  |  | Matěj Vydra       | Reading          |
| 4   |  |  | Macauley Bonne    | Colchester Utd   |
|     |  |  | Kelechi Iheanacho | Manchester City  |
|     |  |  | Ben Marshall      | Blackburn        |
|     |  |  | Conor Washington  | Peterborough Utd |